# Global TV Go
Global TV Go (dawniej Next Plus) – płatna interaktywna telewizja internetowa i serwis typu wideo na życzenie. Platforma umożliwia oglądanie kanałów telewizyjnych na żywo poprzez Wi-Fi lub 3G na urządzeniach mobilnych bez powiązania z konkretnym operatorem telefonii komórkowej, a także bez potrzeby używania dodatkowych urządzeń typu set-top box.
Dostęp do wybranego pakietu programów usługi jest płatny. Użytkownik może wybrać jeden z 3 pakietów telewizyjnych, które zawierają dostęp do 27 kanałów, biblioteki programów wideo na życzenie oraz 42 kamer live platformy Oognet.pl.
Aktualnie aplikacja przeznaczona jest dla posiadaczy urządzeń mobilnych (tabletów i smartfonów) opartych na systemach iOS i Android oraz aplikacja na Smart TV i konsole.
Podobny projekt, korzystający z rozwiązań Next Plus, powstał we współpracy ze spółką Astro pod nazwą TV.Play.pl dla sieci komórkowej Play. W styczniu rozpoczęto migracje klientów do Global TV Go, którego operatorem pozostaje spółka Next Plus.